# Cuigy-en-Bray
Cuigy-en-Bray és un municipi francès, situat al departament de l'Oise i a la regió dels Alts de França. L'any 2007 tenia 960 habitants.

## Demografia

### Població
El 2007 la població de fet de Cuigy-en-Bray era de 960 persones. Hi havia 348 famílies de les quals 60 eren unipersonals (30 homes vivint sols i 30 dones vivint soles), 125 parelles sense fills, 144 parelles amb fills i 19 famílies monoparentals amb fills.
La població ha evolucionat segons el següent gràfic:
Habitants censats

### Habitatges
El 2007 hi havia 421 habitatges, 352 eren l'habitatge principal de la família, 43 eren segones residències i 27 estaven desocupats. 407 eren cases i 6 eren apartaments. Dels 352 habitatges principals, 322 estaven ocupats pels seus propietaris, 26 estaven llogats i ocupats pels llogaters i 4 estaven cedits a títol gratuït; 1 tenia una cambra, 14 en tenien dues, 58 en tenien tres, 113 en tenien quatre i 166 en tenien cinc o més. 252 habitatges disposaven pel capbaix d'una plaça de pàrquing. A 140 habitatges hi havia un automòbil i a 191 n'hi havia dos o més.

### Piràmide de població
La piràmide de població per edats i sexe el 2009 era:
| Homes | Edats   | Dones |
| ----- | ------- | ----- |
| 0     | 95 o +  | 0     |
| 0     | 90 a 94 | 0     |
| 4     | 85 a 89 | 0     |
| 8     | 80 a 84 | 8     |
| 4     | 75 a 79 | 0     |
| 8     | 70 a 74 | 12    |
| 24    | 65 a 69 | 20    |
| 12    | 60 a 64 | 28    |
| 12    | 55 a 59 | 16    |
| 40    | 50 a 54 | 40    |
| 48    | 45 a 49 | 24    |
| 16    | 40 a 44 | 32    |
| 16    | 35 a 39 | 36    |
| 56    | 30 a 34 | 24    |
| 8     | 25 a 29 | 16    |
| 24    | 20 a 24 | 28    |
| 20    | 15 a 19 | 36    |
| 36    | 10 a 14 | 8     |
| 20    | 5 a 9   | 40    |
| 28    | 0 a 4   | 20    |

## Economia
El 2007 la població en edat de treballar era de 640 persones, 458 eren actives i 182 eren inactives. De les 458 persones actives 417 estaven ocupades (232 homes i 185 dones) i 41 estaven aturades (19 homes i 22 dones). De les 182 persones inactives 65 estaven jubilades, 51 estaven estudiant i 66 estaven classificades com a «altres inactius».

### Ingressos
El 2009 a Cuigy-en-Bray hi havia 364 unitats fiscals que integraven 999 persones, la mediana anual d'ingressos fiscals per persona era de 18.707 €.

### Activitats econòmiques
Dels 22 establiments que hi havia el 2007, 1 era d'una empresa extractiva, 1 d'una empresa alimentària, 6 d'empreses de construcció, 6 d'empreses de comerç i reparació d'automòbils, 1 d'una empresa de transport, 2 d'empreses d'hostatgeria i restauració, 3 d'empreses de serveis, 1 d'una entitat de l'administració pública i 1 d'una empresa classificada com a «altres activitats de serveis».
Dels 8 establiments de servei als particulars que hi havia el 2009, 1 era un paleta, 1 guixaire pintor, 1 fusteria, 2 lampisteries, 1 electricista, 1 perruqueria i 1 restaurant.
Dels 4 establiments comercials que hi havia el 2009, 1 era un supermercat, 1 una botiga de menys de 120 m², 1 una botiga de roba i 1 una botiga d'electrodomèstics.
L'any 2000 a Cuigy-en-Bray hi havia 18 explotacions agrícoles que ocupaven un total de 408 hectàrees.

## Equipaments sanitaris i escolars
El 2009 hi havia una escola elemental.

## Poblacions més properes
El següent diagrama mostra les poblacions més properes.